# Croad-Langschan

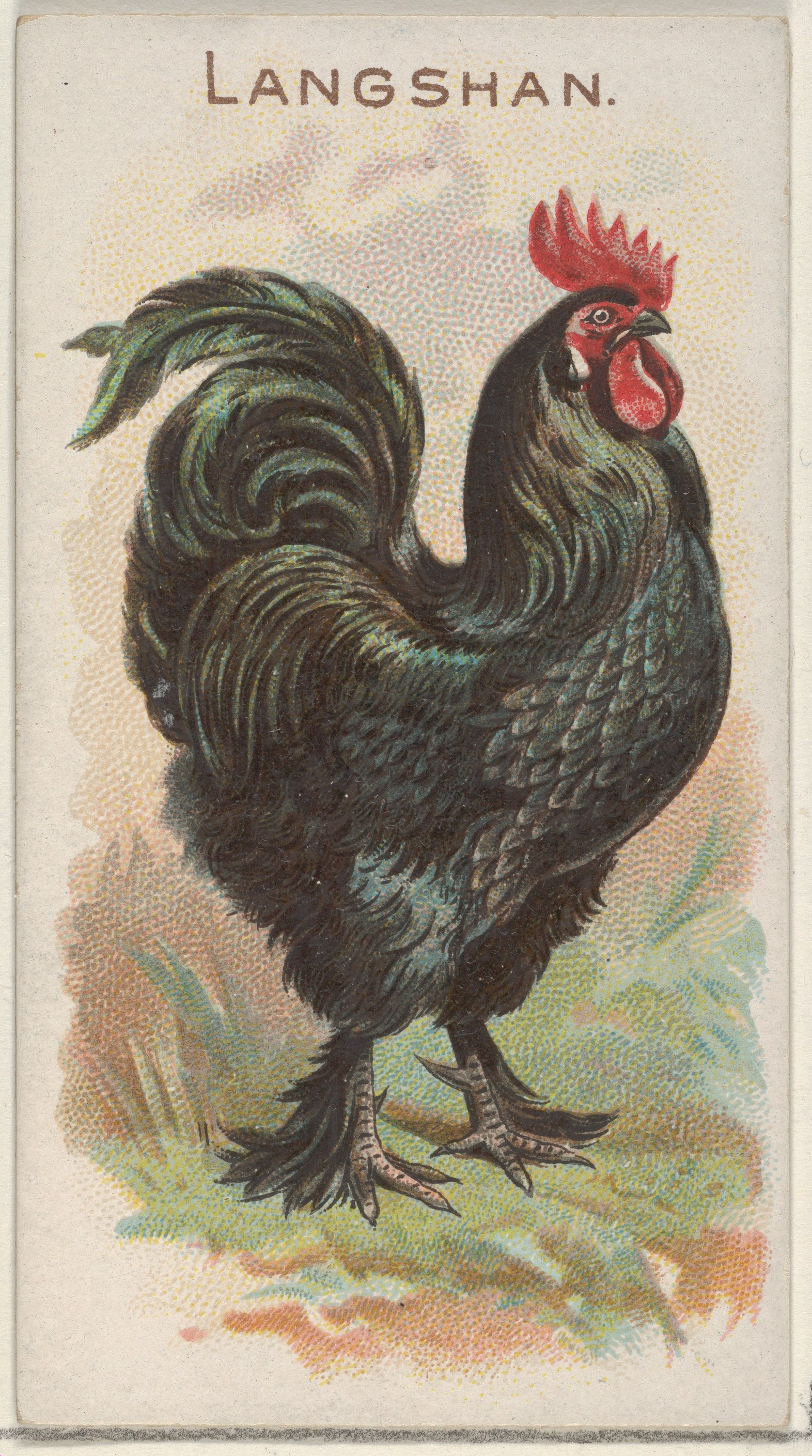
Druck eines Langshan Hahns (1891)

Croad Langschan ist eine Hühnerrasse, die 1872 aus China nach England importiert wurde. Sieben Jahre später kamen die ersten Tiere nach Deutschland. Allerdings wurden sie recht schnell von den aus ihnen gezüchteten Deutschen Langschan verdrängt. Erst nach dem Zweiten Weltkrieg kamen wieder originale Croad-Langschan nach Deutschland.

## Merkmale
Hervorstechendes Merkmal sind die befiederten Beine. Es gibt schwarze und weiße Farbvarianten. Der Größeneindruck wird nicht durch eine übermäßig hohe Stellung erreicht, sondern vielmehr durch die Rumpftiefe und den aufrechten Stand. Der Rumpf des Hahns wirkt vergleichsweise kurz für die Höhe des Tieres. Der Schwanz ist mit langen Sattelfedern ausgestattet. Der Kamm ist ein mittelgroßer, 5-zackiger Einfachkamm, der ein feines Gewebe hat und der von der Nackenlinie leicht absteht.
Die Croad Langschan sind recht gute Zwiehühner, die sowohl mit einer Eierleistung von 160 Stück im ersten Jahr auffallen, als auch als Schlachthuhn beliebt sind. Es existiert mit den Zwerg-Croad Langschan auch eine Zwergrasse, die vom gleichen Sonderverein betreut wird.